# Demba
Demba este un oraș în  provincia Kasai-Occidental, Republica Democrată Congo. În 2012 avea o populație de 21 710 de locuitori, iar în 2004 avea 18 416.